# Shadaw
Shadaw est une petite ville de Birmanie, à l'ouest du pays, dans l’État de Kayah et le district de Loikaw.

## Personnalités
- Mario Vergara (1910-1950), missionnaire italien tué à Shadaw.